# Icário (ateniense)
Icário, na mitologia grega, era um ateniense, que morava com sua filha virgem  Erígone e seu cão Maera. Durante o reinado de Pandião I de Atenas, quando Deméter e Dionísio vieram até a Ática, Icário hospedou Liber Pater (Dionísio), que o ensinou o segredo do vinho. Icário deu o vinho a uns pastores que, acreditando que Icário os tinha envenenado, o mataram a pauladas, e o enterraram. Seu cão Maera, latindo sobre o corpo morto do dono, chamou Erígone, que se enforcou. Liber Pater então afligiu as mulheres atenienses com uma praga, que só terminou quando eles puniram os pastores e instituiram um festival em honra dos dois. Os deuses então transformaram os dois, e seu cachorro, em estrelas: Erígone virou a constelação de Virgem, Icário a estrela Arcturus e Maera a estrela do Cão.
Pseudo-Plutarco, em Parallela Minora, cita en passant que Icário hospedou Dionísio, e cita como fonte o texto Erigone, de Eratóstenes. No paralelo romano, Saturno é recebido por um fazendeiro, seduz sua filha, tem quatro filhos (Jano, Hymnus, Fausto e Félix), ensina Icário a cultivar o vinho e, depois que Icário é morto e seus netos se suicidam, um oráculo de Apolo faz Lutácio Catulo construir um templo a Saturno na Rocha Tarpeia. A fonte para a história romana é Critolau, no quarto livro de Fenômenos.